# Lidgate
Lidgate is een civil parish in het bestuurlijke gebied St. Edmundsbury, in het Engelse graafschap Suffolk. In 2001 telde het civil parish 191 inwoners.